# Chancelier du duché de Lancastre
Le chancelier du duché de Lancastre (en anglais : Chancellor of the Duchy of Lancaster) est, de nos jours, une sinécure du gouvernement du Royaume-Uni. Le chancelier est chargé de gérer les biens mobiliers et immobiliers du duché de Lancastre, ainsi que ses rentes. Il est désigné par le souverain sur avis du Premier ministre.

## Histoire
À l'origine, le chancelier était responsable de la gestion quotidienne du duché de Lancastre, un ancien comté palatin rattaché à la couronne en 1399. Resté séparé du domaine royal, il est aujourd'hui géré par un député, et la fonction de chancelier constitue une alternative au poste de « ministre sans portefeuille ». Ce titre est souvent accordé à un membre inférieur du conseil des ministres (cabinet), qui a des responsabilités politiques particulières n'étant rattachées à aucun portefeuille particulier.
À l'arrivée au pouvoir des travaillistes[Quand ?], ce poste est couplé avec celui de ministre du Bureau du Cabinet (Minister for Cabinet Office). Dans la réorganisation gouvernementale de 2009, cette association est rompue. Tessa Jowell est nommée ministre du Bureau du Cabinet sans devenir chancelière, fonction alors couplée à celle de Leader de la Chambre des lords, poste alors occupé par Lady Janet Royall. Depuis juillet 2014, ces deux fonctions ne sont plus associées.

## Liste des chanceliers
- Anthony Barber (juin-juillet 1970)
- Geoffrey Rippon (1970-1972)
- John Davies (1972-1974)
- Harold Lever (1974-1979)
- Norman St John-

Stevas (1979-1981)
- Francis Pym (janvier-septembre 1981)
- Janet Young (1981-1982)
- Cecil Parkinson (1982-1983)
- Arthur Cockfield (1983-1984)
- Grey Ruthven (1984-1985)
- Norman Tebbit (1985-1987)
- Kenneth Clarke (1987-1988)
- Tony Newton (1988-1989)
- Kenneth Baker (1989-1990)
- Chris Patten (1990-1992)
- William Arthur Waldegrave (1992-1994)
- David Hunt (baron Hunt de Wirral) (1994-1995)
- Roger Freeman (1995-1997)
- David Clark (1997-1998)
- Jack Cunningham (1998-1999)
- Mo Mowlam (1999-2001)
- Gus Macdonald (2001-2003)
- Douglas Alexander (2003-2004)
- Alan Milburn (2004-2005)
- John Hutton (mai-novembre 2005)
- Jim Murphy (2005-2006)
- Hilary Armstrong (2006-2007)
- Ed Miliband (2007-2008)
- Liam Byrne (2008-2009)
- Janet Royall (2009-2010)
- Thomas Galbraith (2010-2013)
- Jonathan Hill (2013-2014)
- Oliver Letwin (2014-2016)
- Patrick McLoughlin (2016-2018)
- David Lidington (2018-2019)
- Michael Gove (2019-2021)
- Stephen Barclay (2021-2022)
- Kit Malthouse (juillet-septembre 2022)
- Nadhim Zahawi (septembre-octobre 2022)
- Oliver Dowden (2022-2024)
- Pat McFadden (depuis 2024)